# Oscar Dancigers
Pour les articles homonymes, voir Dancigers.
Oscar Dancigers est un producteur de cinéma d'origine russe, né à Moscou, en 1902, mort à Mexico, le 27 février 1976.

## Biographie
Oscar Dancigers a travaillé notamment en Allemagne en 1930, puis en France, entre autres pour Ciné-Alliance, société de production de Gregor Rabinovitch et Arnold Pressburger, qu'il a quitté en 1940 à cause du nazisme, échappant de peu à une rafle devant le domicile d'Edwige Feuillère. Il a surtout travaillé au Mexique. C'est à l'instigation d'Oscar Dancigers et de Denise Tual que Luis Buñuel s'est installé dans ce pays, pendant les années 1940. Dès lors, Dancigers fut le producteur de la plupart des films que Buñuel a signés pendant cette période, dont Los Olvidados, une des œuvres célèbres du réalisateur. En 1955, sur le tournage de La Mort en ce jardin, Simo ne Signoret dit de lui : " Oscar Danciger, le plus russe des producteurs mexicains, après avoir été le plus russe des producteurs français, après avoir été le plus russe des émigrants, le plus russe des charmants russes...".
Il est également le premier producteur d'un film qu'Orson Welles ne finira jamais, Don Quichotte.
Le frère d'Oscar, Georges Dancigers, fut également producteur.

## Filmographie
Sauf indication contraire, les informations mentionnées dans cette section peuvent être confirmées par la base de données cinématographiques IMDb,  présente dans la section « Liens externes ».
- 1932 : Der Tolle Bomberg
- 1934 : Les Filles de la concierge de Jacques Tourneur
- 1934 : Si j'étais le patron de Richard Pottier
- 1935 : Un oiseau rare de Richard Pottier
- 1936 : Moutonnet de René Sti
- 1936 : Nitchevo de Jacques de Baroncelli
- 1937 : Feu ! de Jacques de Baroncelli
- 1938 : J'étais une aventurière de Raymond Bernard
- 1943 : El Jorobado
- 1943 : El Rebelde (Romance de antaño)
- 1944 : La Hija del regimiento
- 1946 : Pepita Jiménez
- 1946 : El Ahijado de la muerte
- 1947 : Gran Casino (Tampico) de Luis Buñuel
- 1947 : La Perle (La perla) d'Emilio Fernández
- 1947 : Soledad
- 1949 : La Villageoise (Pueblerina) d'Emilio Fernández
- 1949 : La Hija del penal
- 1949 : Le Grand Noceur (El Gran Calavera) de Luis Buñuel
- 1950 : La Liga de las muchachas
- 1950 : Otra primavera
- 1950 : Yo quiero ser hombre
- 1950 : Huellas del pasado
- 1950 : Los Olvidados  de Luis Buñuel
- 1951 : Si usted no puede, yo sí
- 1951 : Don Quintin l'amer (La Hija del engaño) de Luis Buñuel
- 1951 : La Mujer sin lágrimas
- 1951 : Los Enredos de una gallega
- 1952 : La Miel se fue de la luna
- 1952 : Angélica
- 1953 : L'Enjôleuse (El Bruto) de Luis Buñuel
- 1953 : No te ofendas, Beatriz
- 1953 : La Extraña pasajera
- 1953 : Tourments (Él) de Luis Buñuel
- 1954 : Cain y Abel
- 1954 : Lágrimas robadas
- 1954 : Les Hauts de Hurlevent (Abismos de pasión) de Luis Buñuel
- 1954 : Les Aventures de Robinson Crusoé  de Luis Buñuel
- 1954 : La Visita que no tocó el timbre
- 1955 : La Vida no vale nada
- 1956 : Los Margaritos
- 1956 : El Inocente
- 1956 : La Mort en ce jardin de Luis Buñuel
- 1959 : Don Quichotte de Orson Welles
- 1959 : La fièvre monte à El Pao de Luis Buñuel
- 1965 : Viva Maria ! de Louis Malle